# UEFA Champions League 1998/99/Manchester United

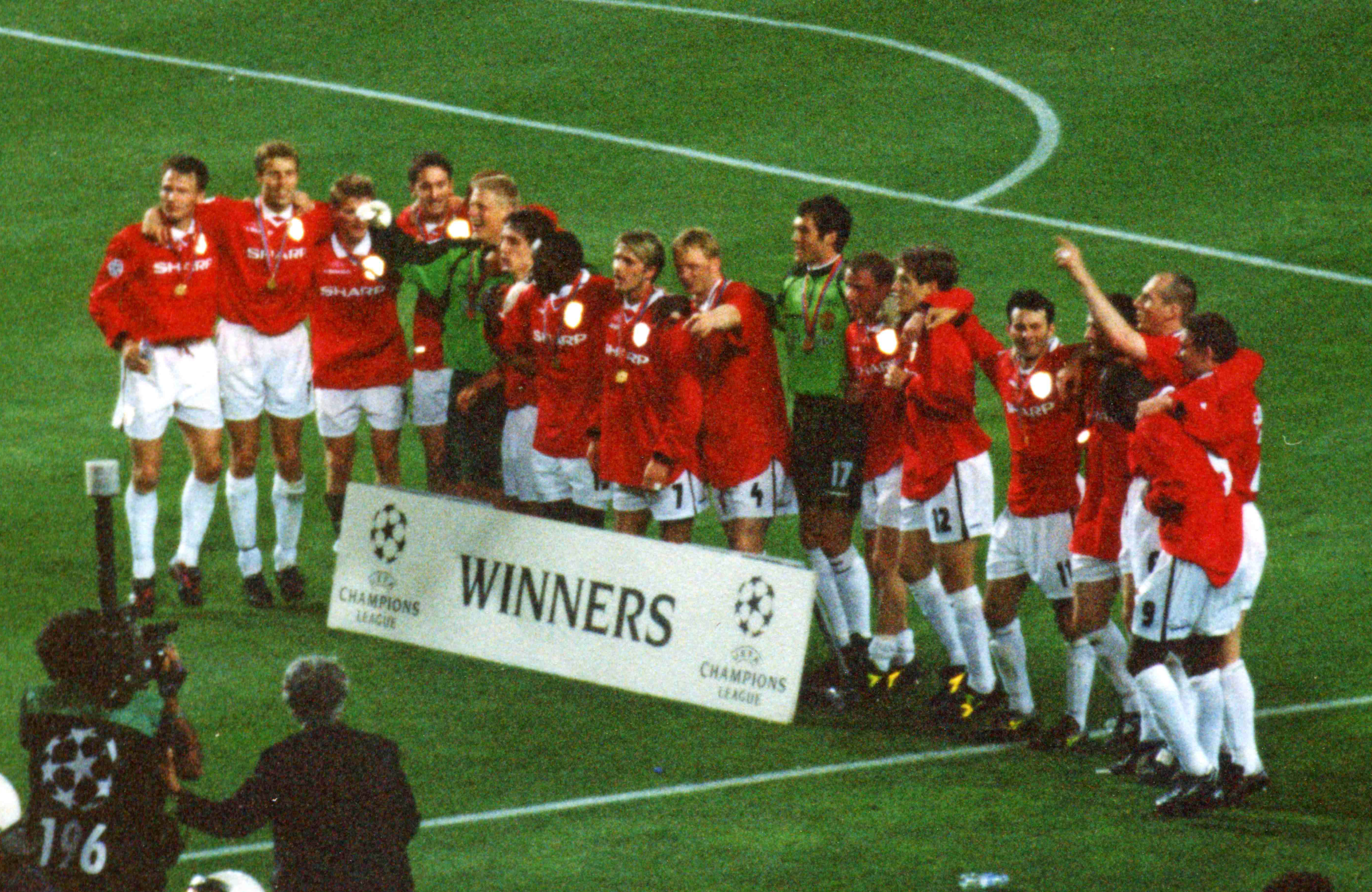
Siegerfoto Manchester United

Der nachstehende Artikel behandelt die Statistiken der Champions-League-Spiele des späteren Siegers Manchester United aus der Saison 1998/99. 

## Qualifikationsrunde
Als Zweitplatzierter der Premier-League-Saison 1997/98 musste sich Manchester United zunächst in der 2. Qualifikationsrunde zur UEFA Champions League gegen den polnischen Meister ŁKS Łódź durchsetzen. 

### Manchester United – ŁKS Łódź 2:0 (1:0)
| Manchester United                                                   | Manchester United | ŁKS Łódź | ŁKS Łódź |
| ------------------------------------------------------------------- | --- | --- | -------- |
| Manchester United                                                   | \| Qualifikationsrunde, Hinspiel \| \| Mittwoch, 12. August 1998 um 20:45 Uhr in Manchester (Old Trafford) \| \| Zuschauer: 50.906 \| \| Schiedsrichter: Atanas Usunow ( Bulgarien) \|                     | \| Qualifikationsrunde, Hinspiel \| \| Mittwoch, 12. August 1998 um 20:45 Uhr in Manchester (Old Trafford) \| \| Zuschauer: 50.906 \| \| Schiedsrichter: Atanas Usunow ( Bulgarien) \|                                                                                         | ŁKS Łódź |
| Manchester United                                                   | Peter Schmeichel – Gary Neville, Ronny Johnsen, Jaap Stam, Denis Irwin – David Beckham, Roy Keane , Nicky Butt, Ryan Giggs – Paul Scholes – Andy Cole (82. Ole Gunnar Solskjær) Cheftrainer: Alex Ferguson | Bogusław Wyparło – Witold Bendkowski, Tomasz Kos, Grzegorz Krysiak, Darlington Omodiagbe (85. Ariel Jakubowski) – Rafał Pawlak, Rafał Niżnik, Tomasz Wieszczycki , Zbigniew Wyciszkiewicz – Tomasz Cebula, Dzidosław Żuberek (72. Jacek Paszulewicz) Cheftrainer: Marek Dziuba | ŁKS Łódź |
| Manchester United                                                   | 1:0 Giggs (16.) 2:0 Cole (81.) | | ŁKS Łódź |
| Manchester United                                                   | Butt (25.) | | ŁKS Łódź |
| Qualifikationsrunde, Hinspiel                                       | | |          |
| Mittwoch, 12. August 1998 um 20:45 Uhr in Manchester (Old Trafford) | | |          |
| Zuschauer: 50.906                                                   | | |          |
| Schiedsrichter: Atanas Usunow ( Bulgarien)                          | | |          |

### ŁKS Łódź – Manchester United 0:0
| ŁKS Łódź                                                     | ŁKS Łódź | Manchester United | Manchester United |
| ------------------------------------------------------------ | --- | --- | ----------------- |
| ŁKS Łódź                                                     | \| Qualifikationsrunde, Rückspiel \| \| Mittwoch, 26. August 1998 um 20:45 Uhr in Łódź (ŁKS-Stadion) \| \| Zuschauer: 8.700 \| \| Schiedsrichter: Graziano Cesari ( Italien) \| | \| Qualifikationsrunde, Rückspiel \| \| Mittwoch, 26. August 1998 um 20:45 Uhr in Łódź (ŁKS-Stadion) \| \| Zuschauer: 8.700 \| \| Schiedsrichter: Graziano Cesari ( Italien) \|                                   | Manchester United |
| ŁKS Łódź                                                     | Bogusław Wyparło – Tomasz Lenart (83. Jacek Pluciennek) – Ariel Jakubowski (86. Artur Bugaj), Tomasz Kos, Grzegorz Krysiak, Witold Bendkowski – Rafał Pawlak, Rafał Niżnik (57. Rodrigo Carbone), Tomasz Wieszczycki , Zbigniew Wyciszkiewicz – Dzidosław Żuberek (52. Piotr Matys) Cheftrainer: Marek Dziuba | Peter Schmeichel – Gary Neville, Ronny Johnsen, Jaap Stam, Denis Irwin – David Beckham, Roy Keane , Nicky Butt, Ryan Giggs (65. Ole Gunnar Solskjær) – Paul Scholes – Teddy Sheringham Cheftrainer: Alex Ferguson | Manchester United |
| ŁKS Łódź                                                     | Kos (66.) | Beckham (35.) | Manchester United |
| Qualifikationsrunde, Rückspiel                               | | |                   |
| Mittwoch, 26. August 1998 um 20:45 Uhr in Łódź (ŁKS-Stadion) | | |                   |
| Zuschauer: 8.700                                             | | |                   |
| Schiedsrichter: Graziano Cesari ( Italien)                   | | |                   |

- Ergebnis nach Hin- und Rückspiel: Manchester United – ŁKS Łódź 2:0

## Gruppenphase

### Manchester United – FC Barcelona 3:3 (2:0)
| Manchester United                                                      | Manchester United | FC Barcelona | FC Barcelona |
| ---------------------------------------------------------------------- | --- | --- | ------------ |
| Manchester United                                                      | \| 1. Gruppenspiel \| \| Mittwoch, 16. September 1998 um 20:45 Uhr in Manchester (Old Trafford) \| \| Zuschauer: 53.601 \| \| Schiedsrichter: Stefano Braschi ( Italien) \| \| Spielbericht \|                                                        | \| 1. Gruppenspiel \| \| Mittwoch, 16. September 1998 um 20:45 Uhr in Manchester (Old Trafford) \| \| Zuschauer: 53.601 \| \| Schiedsrichter: Stefano Braschi ( Italien) \| \| Spielbericht \| | FC Barcelona |
| Manchester United                                                      | Peter Schmeichel – Gary Neville, Henning Berg, Jaap Stam, Denis Irwin – David Beckham, Roy Keane , Paul Scholes (78. Phil Neville), Ryan Giggs (83. Jesper Blomqvist) – Dwight Yorke, Ole Gunnar Solskjær (54. Nicky Butt) Cheftrainer: Alex Ferguson | Ruud Hesp – Luis Enrique, Michael Reiziger, Abelardo, Sergi – Luís Figo , Phillip Cocu, Boudewijn Zenden – Giovanni (68. Xavi), Rivaldo – Sonny Anderson Cheftrainer: Louis van Gaal           | FC Barcelona |
| Manchester United                                                      | 1:0 Giggs (17.) 2:0 Scholes (24.) 3:2 Beckham (63.) | 2:1 Anderson (47.) 2:2 Giovanni (59., Foulelfmeter) 3:3 Luis Enrique (71., Foulelfmeter) | FC Barcelona |
| Manchester United                                                      | Butt (71./Handspiel) | | FC Barcelona |
| 1. Gruppenspiel                                                        | | |              |
| Mittwoch, 16. September 1998 um 20:45 Uhr in Manchester (Old Trafford) | | |              |
| Zuschauer: 53.601                                                      | | |              |
| Schiedsrichter: Stefano Braschi ( Italien)                             | | |              |
| Spielbericht                                                           | | |              |

### FC Bayern München – Manchester United 2:2 (1:1)
| FC Bayern München                                                             | FC Bayern München | Manchester United | Manchester United |
| ----------------------------------------------------------------------------- | --- | --- | ----------------- |
| FC Bayern München                                                             | \| 2. Gruppenspiel \| \| Mittwoch, 30. September 1998 um 20:45 Uhr in München (Olympiastadion München) \| \| Zuschauer: 55.000 \| \| Schiedsrichter: Marc Batta ( Frankreich) \| \| Spielbericht \|                                                                      | \| 2. Gruppenspiel \| \| Mittwoch, 30. September 1998 um 20:45 Uhr in München (Olympiastadion München) \| \| Zuschauer: 55.000 \| \| Schiedsrichter: Marc Batta ( Frankreich) \| \| Spielbericht \|              | Manchester United |
| FC Bayern München                                                             | Oliver Kahn – Markus Babbel, Lothar Matthäus, Thomas Linke – Hasan Salihamidžić (63. Berkant Göktan), Thomas Strunz, Jens Jeremies (82. Thorsten Fink), Bixente Lizarazu – Stefan Effenberg – Giovane Élber, Carsten Jancker (63. Ali Daei) Cheftrainer: Ottmar Hitzfeld | Peter Schmeichel – Gary Neville, Phil Neville, Jaap Stam, Denis Irwin – David Beckham (69. Jordi Cruyff), Roy Keane , Paul Scholes, Jesper Blomqvist – Dwight Yorke, Teddy Sheringham Cheftrainer: Alex Ferguson | Manchester United |
| FC Bayern München                                                             | 1:0 Élber (11.) 2:2 Sheringham (90., Eigentor) | 1:1 Yorke (30.) 1:2 Scholes (49.) | Manchester United |
| FC Bayern München                                                             | Matthäus (28./2. gesperrt) | Beckham (39./2. gesperrt), Sheringham (68.), Cruyff (74.) | Manchester United |
| 2. Gruppenspiel                                                               | | |                   |
| Mittwoch, 30. September 1998 um 20:45 Uhr in München (Olympiastadion München) | | |                   |
| Zuschauer: 55.000                                                             | | |                   |
| Schiedsrichter: Marc Batta ( Frankreich)                                      | | |                   |
| Spielbericht                                                                  | | |                   |

### Brøndby IF – Manchester United 2:6 (1:3)
| Brøndby IF                                                     | Brøndby IF | Manchester United | Manchester United |
| -------------------------------------------------------------- | --- | --- | ----------------- |
| Brøndby IF                                                     | \| 3. Gruppenspiel \| \| Mittwoch, 21. Oktober 1998 um 20:45 Uhr in Kopenhagen (Parken) \| \| Zuschauer: 40.315 \| \| Schiedsrichter: Vítor Melo Pereira ( Portugal) \| \| Spielbericht \|                                                     | \| 3. Gruppenspiel \| \| Mittwoch, 21. Oktober 1998 um 20:45 Uhr in Kopenhagen (Parken) \| \| Zuschauer: 40.315 \| \| Schiedsrichter: Vítor Melo Pereira ( Portugal) \| \| Spielbericht \|                                                       | Manchester United |
| Brøndby IF                                                     | Mogens Krogh – Søren Colding, Per Nielsen (31. Mikkel Jensen), Brian Jensen (27. Vragel da Silva), Kenneth Rasmussen – Ole Bjur, Allan Ravn, Kim Daugaard, Thomas Lindrup – Bo Hansen (67. Ruben Bagger), Ebbe Sand Cheftrainer: Ebbe Skovdahl | Peter Schmeichel – Wes Brown, Gary Neville, Jaap Stam, Phil Neville – Ryan Giggs (60. Jordi Cruyff), Roy Keane , Paul Scholes, Jesper Blomqvist – Dwight Yorke (65. Mark Wilson), Andy Cole (60. Ole Gunnar Solskjær) Cheftrainer: Alex Ferguson | Manchester United |
| Brøndby IF                                                     | 1:3 Daugaard (35.) 2:6 Sand (90.) | 0:1 Giggs (2.) 0:2 Giggs (21.) 0:3 Cole (28.) 1:4 Keane (55.) 1:5 Yorke (59.) 1:6 Solskjær (62.) | Manchester United |
| 3. Gruppenspiel                                                | | |                   |
| Mittwoch, 21. Oktober 1998 um 20:45 Uhr in Kopenhagen (Parken) | | |                   |
| Zuschauer: 40.315                                              | | |                   |
| Schiedsrichter: Vítor Melo Pereira ( Portugal)                 | | |                   |
| Spielbericht                                                   | | |                   |

### Manchester United – Brøndby IF 5:0 (4:0)
| Manchester United                                                    | Manchester United | Brøndby IF | Brøndby IF |
| -------------------------------------------------------------------- | --- | --- | ---------- |
| Manchester United                                                    | \| 4. Gruppenspiel \| \| Mittwoch, 4. November 1998 um 20:45 Uhr in Manchester (Old Trafford) \| \| Zuschauer: 53.250 \| \| Schiedsrichter: Ľuboš Micheľ ( Slowakei) \| \| Spielbericht \|                                                          | \| 4. Gruppenspiel \| \| Mittwoch, 4. November 1998 um 20:45 Uhr in Manchester (Old Trafford) \| \| Zuschauer: 53.250 \| \| Schiedsrichter: Ľuboš Micheľ ( Slowakei) \| \| Spielbericht \|                                                            | Brøndby IF |
| Manchester United                                                    | Peter Schmeichel – Gary Neville, Phil Neville (31. Wes Brown), Jaap Stam, Denis Irwin – David Beckham, Roy Keane , Paul Scholes, Jesper Blomqvist (46. Jordi Cruyff) – Dwight Yorke, Andy Cole (55. Ole Gunnar Solskjær) Cheftrainer: Alex Ferguson | Emeka Andersen – Søren Colding, Per Nielsen, Aurelijus Skarbalius, Kenneth Rasmussen – Allan Ravn – Ole Bjur (74. Søren Krogh), John Jensen , Kim Daugaard, Ruben Bagger (68. Jesper Thygesen) – Ebbe Sand (77. Bo Hansen) Cheftrainer: Ebbe Skovdahl | Brøndby IF |
| Manchester United                                                    | 1:0 Beckham (6.) 2:0 Cole (13.) 3:0 P. Neville (15.) 4:0 Yorke (27.) 5:0 Scholes (63.) | | Brøndby IF |
| 4. Gruppenspiel                                                      | | |            |
| Mittwoch, 4. November 1998 um 20:45 Uhr in Manchester (Old Trafford) | | |            |
| Zuschauer: 53.250                                                    | | |            |
| Schiedsrichter: Ľuboš Micheľ ( Slowakei)                             | | |            |
| Spielbericht                                                         | | |            |

### FC Barcelona – Manchester United 3:3 (1:1)
| FC Barcelona                                                     | FC Barcelona | Manchester United | Manchester United |
| ---------------------------------------------------------------- | --- | --- | ----------------- |
| FC Barcelona                                                     | \| 5. Gruppenspiel \| \| Mittwoch, 25. November 1998 um 20:45 Uhr in Barcelona (Camp Nou) \| \| Zuschauer: 54.213 \| \| Schiedsrichter: Günter Benkö ( Österreich) \| \| Spielbericht \| | \| 5. Gruppenspiel \| \| Mittwoch, 25. November 1998 um 20:45 Uhr in Barcelona (Camp Nou) \| \| Zuschauer: 54.213 \| \| Schiedsrichter: Günter Benkö ( Österreich) \| \| Spielbericht \|             | Manchester United |
| FC Barcelona                                                     | Ruud Hesp – Albert Celades, Samuel Okunowo, Michael Reiziger, Sergi – Luís Figo , Xavi, Boudewijn Zenden – Giovanni, Rivaldo – Sonny Anderson Cheftrainer: Louis van Gaal                | Peter Schmeichel – Wes Brown, Gary Neville, Jaap Stam, Denis Irwin – David Beckham (80. Nicky Butt), Roy Keane , Paul Scholes, Jesper Blomqvist – Dwight Yorke, Andy Cole Cheftrainer: Alex Ferguson | Manchester United |
| FC Barcelona                                                     | 1:0 Anderson (1.) 2:2 Rivaldo (57.) 3:3 Rivaldo (73.) | 1:1 Yorke (25.) 1:2 Cole (53.) 2:3 Yorke (68.) | Manchester United |
| FC Barcelona                                                     | Blomqvist (14.), Keane (43.), Scholes (50.) | | Manchester United |
| 5. Gruppenspiel                                                  | | |                   |
| Mittwoch, 25. November 1998 um 20:45 Uhr in Barcelona (Camp Nou) | | |                   |
| Zuschauer: 54.213                                                | | |                   |
| Schiedsrichter: Günter Benkö ( Österreich)                       | | |                   |
| Spielbericht                                                     | | |                   |

### Manchester United – FC Bayern München 1:1 (1:0)
| Manchester United                                                    | Manchester United | FC Bayern München | FC Bayern München |
| -------------------------------------------------------------------- | --- | --- | ----------------- |
| Manchester United                                                    | \| 6. Gruppenspiel \| \| Mittwoch, 9. Dezember 1998 um 20:45 Uhr in Manchester (Old Trafford) \| \| Zuschauer: 54.434 \| \| Schiedsrichter: Dick Jol ( Niederlande) \| \| Spielbericht \|                          | \| 6. Gruppenspiel \| \| Mittwoch, 9. Dezember 1998 um 20:45 Uhr in Manchester (Old Trafford) \| \| Zuschauer: 54.434 \| \| Schiedsrichter: Dick Jol ( Niederlande) \| \| Spielbericht \|                                                                                       | FC Bayern München |
| Manchester United                                                    | Peter Schmeichel – Wes Brown, Gary Neville, Jaap Stam, Denis Irwin (46. Ronny Johnsen) – David Beckham, Roy Keane , Paul Scholes, Ryan Giggs – Dwight Yorke (64. Nicky Butt), Andy Cole Cheftrainer: Alex Ferguson | Oliver Kahn – Markus Babbel, Lothar Matthäus (61. Thomas Linke), Samuel Kuffour – Thomas Strunz, Stefan Effenberg, Jens Jeremies, Bixente Lizarazu – Hasan Salihamidžić, Giovane Élber (81. Carsten Jancker), Alexander Zickler (82. Mario Basler) Cheftrainer: Ottmar Hitzfeld | FC Bayern München |
| Manchester United                                                    | 1:0 Keane (43.) | 1:1 Salihamidžić (56.) | FC Bayern München |
| Manchester United                                                    | Lizarazu (86.) | | FC Bayern München |
| 6. Gruppenspiel                                                      | | |                   |
| Mittwoch, 9. Dezember 1998 um 20:45 Uhr in Manchester (Old Trafford) | | |                   |
| Zuschauer: 54.434                                                    | | |                   |
| Schiedsrichter: Dick Jol ( Niederlande)                              | | |                   |
| Spielbericht                                                         | | |                   |

### Abschlusstabelle der Gruppe D
| Pl. | Verein            | Sp. | S | U | N | Tore    | Diff. | Punkte |
| --- | ----------------- | --- | - | - | - | ------- | ----- | ------ |
| 1.  | FC Bayern München | 6   | 3 | 2 | 1 | 009:600 | +3    | 11     |
| 2.  | Manchester United | 6   | 2 | 4 | 0 | 020:110 | +9    | 10     |
| 3.  | FC Barcelona      | 6   | 2 | 2 | 2 | 011:900 | +2    | 08     |
| 4.  | Brøndby IF        | 6   | 1 | 0 | 5 | 004:180 | −14   | 03     |

## Viertelfinale

### Manchester United – Inter Mailand 2:0 (2:0)
| Manchester United                                               | Manchester United | Inter Mailand | Inter Mailand |
| --------------------------------------------------------------- | --- | --- | ------------- |
| Manchester United                                               | \| Viertelfinale, Hinspiel \| \| Mittwoch, 3. März 1999 um 20:45 Uhr in Manchester, Old Trafford \| \| Zuschauer: 54.682 \| \| Schiedsrichter: Hellmut Krug ( Deutschland) \| \| Spielbericht \|                      | \| Viertelfinale, Hinspiel \| \| Mittwoch, 3. März 1999 um 20:45 Uhr in Manchester, Old Trafford \| \| Zuschauer: 54.682 \| \| Schiedsrichter: Hellmut Krug ( Deutschland) \| \| Spielbericht \|                                                           | Inter Mailand |
| Manchester United                                               | Peter Schmeichel – Gary Neville, Ronny Johnsen (46. Henning Berg), Jaap Stam, Denis Irwin – David Beckham, Roy Keane , Paul Scholes (69. Nicky Butt), Ryan Giggs – Dwight Yorke, Andy Cole Cheftrainer: Alex Ferguson | Gianluca Pagliuca – Fabio Galante, Giuseppe Bergomi , Francesco Colonnese – Javier Zanetti, Benoît Cauet, Diego Simeone, Aron Winter – Youri Djorkaeff – Roberto Baggio (79. Andrea Pirlo), Iván Zamorano (68. Nicola Ventola) Cheftrainer: Mircea Lucescu | Inter Mailand |
| Manchester United                                               | 1:0 Yorke (6.) 2:0 Yorke (45.) | | Inter Mailand |
| Manchester United                                               | Keane (25.), Irwin (38.), Scholes (48.) | Zamorano (25.), Winter (79.) | Inter Mailand |
| Viertelfinale, Hinspiel                                         | | |               |
| Mittwoch, 3. März 1999 um 20:45 Uhr in Manchester, Old Trafford | | |               |
| Zuschauer: 54.682                                               | | |               |
| Schiedsrichter: Hellmut Krug ( Deutschland)                     | | |               |
| Spielbericht                                                    | | |               |

### Inter Mailand – Manchester United 1:1 (0:0)
| Inter Mailand                                                            | Inter Mailand | Manchester United | Manchester United |
| ------------------------------------------------------------------------ | --- | --- | ----------------- |
| Inter Mailand                                                            | \| Viertelfinale, Rückspiel \| \| Mittwoch, 17. März 1999 um 20:45 Uhr in Mailand, Giuseppe-Meazza-Stadion \| \| Zuschauer: 79.528 \| \| Schiedsrichter: Gilles Veissière ( Frankreich) \| \| Spielbericht \|                                                            | \| Viertelfinale, Rückspiel \| \| Mittwoch, 17. März 1999 um 20:45 Uhr in Mailand, Giuseppe-Meazza-Stadion \| \| Zuschauer: 79.528 \| \| Schiedsrichter: Gilles Veissière ( Frankreich) \| \| Spielbericht \|           | Manchester United |
| Inter Mailand                                                            | Gianluca Pagliuca – Taribo West, Giuseppe Bergomi (69. Francesco Moriero), Francesco Colonnese – Javier Zanetti, Benoît Cauet, Diego Simeone (32. Zé Elias), Mikaël Silvestre – Roberto Baggio – Ronaldo (60. Nicola Ventola), Iván Zamorano Cheftrainer: Mircea Lucescu | Peter Schmeichel – Gary Neville, Henning Berg, Jaap Stam, Denis Irwin – David Beckham, Roy Keane , Ronny Johnsen (77. Paul Scholes), Ryan Giggs (82. Phil Neville) – Dwight Yorke, Andy Cole Cheftrainer: Alex Ferguson | Manchester United |
| Inter Mailand                                                            | 1:0 Ventola (63.) | 1:1 Scholes (88.) | Manchester United |
| Inter Mailand                                                            | Bergomi (36.), Zé Elias (59.), Silvestre (73.), Colonnese (87.) | Johnsen (36.), P. Neville (89.) | Manchester United |
| Viertelfinale, Rückspiel                                                 | | |                   |
| Mittwoch, 17. März 1999 um 20:45 Uhr in Mailand, Giuseppe-Meazza-Stadion | | |                   |
| Zuschauer: 79.528                                                        | | |                   |
| Schiedsrichter: Gilles Veissière ( Frankreich)                           | | |                   |
| Spielbericht                                                             | | |                   |

- Ergebnis nach Hin- und Rückspiel: Manchester United – Inter Mailand 3:1

## Halbfinale

### Manchester United – Juventus Turin 1:1 (0:1)
| Manchester United                                                | Manchester United | Juventus Turin | Juventus Turin |
| ---------------------------------------------------------------- | --- | --- | -------------- |
| Manchester United                                                | \| Halbfinale, Hinspiel \| \| Mittwoch, 7. April 1999 um 20:45 Uhr in Manchester, Old Trafford \| \| Zuschauer: 54.487 \| \| Schiedsrichter: Manuel Díaz Vega ( Spanien) \| \| Spielbericht \|                                               | \| Halbfinale, Hinspiel \| \| Mittwoch, 7. April 1999 um 20:45 Uhr in Manchester, Old Trafford \| \| Zuschauer: 54.487 \| \| Schiedsrichter: Manuel Díaz Vega ( Spanien) \| \| Spielbericht \|                                                                                      | Juventus Turin |
| Manchester United                                                | Peter Schmeichel – Gary Neville, Henning Berg (46. Ronny Johnsen), Jaap Stam, Denis Irwin – David Beckham, Roy Keane , Paul Scholes (69. Nicky Butt), Ryan Giggs – Dwight Yorke (79. Teddy Sheringham), Andy Cole Cheftrainer: Alex Ferguson | Angelo Peruzzi – Zoran Mirković, Paolo Montero (68. Ciro Ferrara), Mark Iuliano, Gianluca Pessotto – Antonio Conte , Didier Deschamps, Edgar Davids, Angelo di Livio (77. Alessio Tacchinardi) – Zinédine Zidane – Filippo Inzaghi (88. Juan Esnáider) Cheftrainer: Carlo Ancelotti | Juventus Turin |
| Manchester United                                                | 1:1 Giggs (90.+2') | 0:1 Conte (25.) | Juventus Turin |
| Manchester United                                                | Mirković (81.) | | Juventus Turin |
| Halbfinale, Hinspiel                                             | | |                |
| Mittwoch, 7. April 1999 um 20:45 Uhr in Manchester, Old Trafford | | |                |
| Zuschauer: 54.487                                                | | |                |
| Schiedsrichter: Manuel Díaz Vega ( Spanien)                      | | |                |
| Spielbericht                                                     | | |                |

### Juventus Turin – Manchester United 2:3 (2:2)
| Juventus Turin                                                    | Juventus Turin | Manchester United | Manchester United |
| ----------------------------------------------------------------- | --- | --- | ----------------- |
| Juventus Turin                                                    | \| Halbfinale, Rückspiel \| \| Mittwoch, 21. April 1999 um 20:45 Uhr in Turin, Stadio delle Alpi \| \| Zuschauer: 60.806 \| \| Schiedsrichter: Urs Meier ( Schweiz) \| \| Spielbericht \|                                                                                              | \| Halbfinale, Rückspiel \| \| Mittwoch, 21. April 1999 um 20:45 Uhr in Turin, Stadio delle Alpi \| \| Zuschauer: 60.806 \| \| Schiedsrichter: Urs Meier ( Schweiz) \| \| Spielbericht \|                | Manchester United |
| Juventus Turin                                                    | Angelo Peruzzi – Alessandro Birindelli (46. Nicola Amoruso), Mark Iuliano (46. Paolo Montero), Ciro Ferrara, Gianluca Pessotto – Antonio Conte , Didier Deschamps, Edgar Davids, Angelo di Livio (80. Daniel Fonseca) – Zinédine Zidane – Filippo Inzaghi Cheftrainer: Carlo Ancelotti | Peter Schmeichel – Gary Neville, Ronny Johnsen, Jaap Stam, Denis Irwin – David Beckham, Roy Keane , Nicky Butt, Jesper Blomqvist (68. Paul Scholes) – Dwight Yorke, Andy Cole Cheftrainer: Alex Ferguson | Manchester United |
| Juventus Turin                                                    | 1:0 Inzaghi (6.) 2:0 Inzaghi (11.) | 2:1 Keane (24.) 2:2 Yorke (34.) 2:3 Cole (83.) | Manchester United |
| Juventus Turin                                                    | Davids (53.) | Keane (33./2. gesperrt), Scholes (76./2. gesperrt) | Manchester United |
| Halbfinale, Rückspiel                                             | | |                   |
| Mittwoch, 21. April 1999 um 20:45 Uhr in Turin, Stadio delle Alpi | | |                   |
| Zuschauer: 60.806                                                 | | |                   |
| Schiedsrichter: Urs Meier ( Schweiz)                              | | |                   |
| Spielbericht                                                      | | |                   |

- Ergebnis nach Hin- und Rückspiel: Manchester United – Juventus Turin 4:3

## Finale

### Manchester United – FC Bayern München 2:1 (0:1)
| Manchester United                                          | Manchester United | FC Bayern München | FC Bayern München |
| ---------------------------------------------------------- | --- | --- | ----------------- |
| Manchester United                                          | \| Finale \| \| Mittwoch, 26. Mai 1999 um 20:45 Uhr in Barcelona, Camp Nou \| \| Zuschauer: 98.000 (ausverkauft) \| \| Schiedsrichter: Pierluigi Collina ( Italien) \| \| Spielbericht \|                                              | \| Finale \| \| Mittwoch, 26. Mai 1999 um 20:45 Uhr in Barcelona, Camp Nou \| \| Zuschauer: 98.000 (ausverkauft) \| \| Schiedsrichter: Pierluigi Collina ( Italien) \| \| Spielbericht \|                                                                                     | FC Bayern München |
| Manchester United                                          | Peter Schmeichel – Gary Neville, Ronny Johnsen, Jaap Stam, Denis Irwin – Ryan Giggs, David Beckham, Nicky Butt, Jesper Blomqvist (67. Teddy Sheringham) – Dwight Yorke, Andy Cole (81. Ole Gunnar Solskjær) Cheftrainer: Alex Ferguson | Oliver Kahn – Thomas Linke, Lothar Matthäus (80. Thorsten Fink), Samuel Kuffour – Markus Babbel, Stefan Effenberg, Jens Jeremies, Michael Tarnat – Mario Basler (87. Hasan Salihamidžić), Carsten Jancker, Alexander Zickler (71. Mehmet Scholl) Cheftrainer: Ottmar Hitzfeld | FC Bayern München |
| Manchester United                                          | 1:1 Sheringham (90.+1') 2:1 Solskjær (90.+3') | 0:1 Basler (6.) | FC Bayern München |
| Manchester United                                          | Effenberg (60.) | | FC Bayern München |
| Finale                                                     | | |                   |
| Mittwoch, 26. Mai 1999 um 20:45 Uhr in Barcelona, Camp Nou | | |                   |
| Zuschauer: 98.000 (ausverkauft)                            | | |                   |
| Schiedsrichter: Pierluigi Collina ( Italien)               | | |                   |
| Spielbericht                                               | | |                   |